# Shanwang biota
Das Shanwang-Becken (36°N, 118°E) befindet sich 22 km östlich von Linqu auf der Shandong Halbinsel. Es lassen sich an fünf verschiedenen Orten Fossilfundstellen finden. Die größte Fossilfundstelle, ein stillgelegter Tagebau, befindet sich am Nordwestrand des Jiaoyan-Hügels.

## Geologie

### Geologischer Rahmen
Das Shanwang-Becken liegt innerhalb des Tertiär-Seebeckensystems in Ostchina und wird durch drei stratigrafische Einheiten definieret. Die Niushan-Formation bildet den Boden des Seebeckens. Sie besteht aus tertiären Olivin-Tholeiiten diese lagern auf präkambrischen metamorphen Gesteinen sowie kreidezeitlichen pyroklastischen Gesteinen. Auf der Niushan-Formation lagert der Hauptkörper die Shanwang-Formation. Diese besteht aus brekziertem Sandstein, Kieselgur, Schlammstein, vulkanischer Asche, Basalteinlagerungen und Phosphorknollen. In den Kieselgurschiefern, welche eine Mächtigkeit von etwa 30 m aufweisen, können zahlreiche fossile Lebensformen gefunden werden. Den Abschluss der tertiären Abfolge bildet die aus alkalischem Olivinbasalt bestehende Yaoshan-Foramtion.

### Entstehungsgeschichte
Das Shanwang-Becken entstand im frühen Miozän durch Hebung entlang der Tan-Lu-Verwerfungszone. Dies führte zur Bildung einer kreisförmigen Senke, welche einen Durchmesser von unter einem Quadratkilometer aufweist. Basaltische Eruptionen in der Niushan-Formation führten zu einer Lavadepression, welche zur Entstehung eines Maarkraters in ihrem Zentrum führte. Nach dem Absenken des Kraters füllte sich dieser mit Wasser und bildete den Shanwang Maarsee.
Die nahezu geschlossene Lage und die tektonische Ruhe schützten den Maarsee vor äußeren Einflüssen und sorgten für konstante physikalische und chemische Bedingungen. Somit konnten sich feinste Schlammpartikel absetzten, wobei sich jährlich abwechselnd helle (diatomreiche) und dunkle (organische) Varven bildeten. Diese abwechselnden Schichten dokumentieren einen vollständigen Jahresablagerungszyklus.

### Datierung
Das Alter der fossilen Biota von Shangwang wird auf das mittlere Miozän (15,5–17 Ma) festgelegt. Diese Bestimmung erfolgt auf Grundlage paläontologischer und radiometrischer Daten.
- Durch biostratigrafische Studien der Fossillagerstätte können die Funde der Flora mit anderen Funden aus dem Miozän verglichen werden.[4]

- Säugetierfossilien dienen als chronologische Korrelation mit Säugetierstadien aus Europa und Nordamerika.[4]

- Durch radiometrische Datierung (K-Ar-Methode) von Basaltströmen kann das Alter der Niushan-Formation und Yaoshan-Formation bestimmt werden. Da diese ober und unterhalb der Shanwang-Formation liegen kann ein Ablagerungszeitraum der Fossilien bestimmt werden.[4]

## Taphonomie

### Wie sind die Fossilien erhalten
Die Fossilien von Shanwang weisen eine exzeptionelle Erhaltung auf. Durch ihre Erhaltungsmerkmale wird diese taphonomische Fazies zu einer einzigartigen Konservatlagerstätte. Das Verhältnis von intakten zu zerbrochenen Makrofossilien ist sehr hoch. Nur ein kleiner Anteil der Skelette und Pflanzenteilen lässt Bruch- bzw. Abriebspuren erkennen. Viele Blätter oder Triebe von Pflanzen liegen nahezu unbeschädigt vor. Wie auch Körper von Insekten die vollständige erhalten sind.
Bei der Mehrzahl von Wirbeltierskeletten ist eine artikulierte Erhaltung gegeben. Hierbei sind oftmals Zähne, Haut sowie der Mageninhalt erhalten. Fische, Amphibien und Reptilien liegen als voll erhaltene Körper vor. Selbst feine Details wie Pollen, Haare und Federn lassen sich Mikroskopisch in situ nachweisen. Bei Sporen und Pilzen lassen sich mit dem Elektronenmikroskop Zellwände erkennen.
Die Erhaltung ist auf ein nahezu anoxisches Milieu im Maarsee zurückzuführen, welches den Zersetzungsprozess stark hemmt. Durch die geringe Dynamik im Sedimentationsraum wurden die Fossilien überwiegend flach abgelagert.

## Funde

### Flora

#### Diatomeen (Bacillariophyta)
- 15 Gattungen, 85 Arten
- dominiert von Melosira (benthisch & planktonisch), häufig auch Cymbella, Fragilaria, Navicula
- Moderne Nachfahren leben in warmen, nährstoffreichen, stehenden Gewässern[1][3]

#### Makro- und Mikro-Pflanzenfossilien

##### Makropflanzenfossilien
- 136 Arten aus 97 Gattungen und 47 Familien

- Flora dominiert durch sommergrüne Pflanzen, Vertreter der Betulaceae, Fagaceae, Juglandaceae, Salicaceae, Tilaceae und Ulmaceae
- gemischt mit immergrünen Familien Lauraceae, Magnoliaceae und Sapindaceae
- Hinweis auf Waldvegetation: ca. 59 % Bäume, 25 % Sträucher, 9 % Kletterpflanzen, 7 % Kräuter[1][6]

##### Mikropflanzenfossilien
- 63 Gattungen von Sporen/Pollen

- repräsentativ für dieselben Familien (z. B. Betulaceae, Fagaceae)[1][6]

### Fauna

#### Wirbellose

##### Insekten
- 169 Gattungen, 266 Arten (aus 50 Familien und 12 Ordnungen)
- dominiert von Coleoptera (68 G., 100 A.), Hymenoptera (54/84), Heteroptera (13/20)[1]

##### Ostracoden
- 4 Gattungen, 6 Arten (z. B. Ilyocypris, Potamocypris)[1]

##### Pilze
- 8 Gattungen, 12 Arten, dominieren Microthyriaceae, Multicellaesporites, Inapertisporites[1]

#### Fische und Amphibien

##### Fische
- 6 Gattungen, 9 Arten, Unterfamilien der Cyprinidae (Elritzen und Karpfen)[1]

##### Amphibien
- 4 Gattungen, 4 Arten, darunter Salamandern, eine Froschgattung und zwei Gattungen von Kröten[1]

#### Reptilien und Vögel

##### Reptilien
- 2 Gattungen fossiler Reptilien, eine Schlange (Mionatrix diatomus Sun) und ein Alligator[1][2]

##### Vögel
- 4 Gattungen

- Phasianidae (Galliformes): Shandongornis shanwanensis Yeh und Linquornis gigantus Yeh
- Wasser- und Sumpfvögel: Sinanas diatomas Yeh und Youngornis gracilis Yeh[1]

#### Säugetiere

##### Säuger
- 17 Gattungen, 6 Ordnungen,
- Fledermaus: Shanwangia unexpectutayang (Chiroptera)
- Nagetiere: Mountain Beaver (Ansomys shanwangensis), Eichhörnchen (Plesiosciurus aff. sinensis, Diatomys shantungensis), Gleithörnchen (Meinia asiatica)
- Raubtiere: Amphicyonidae (Amphicyon confucianus), Hymicyonidae (Hymicyon youngi), Thaumastocyoninae, Ursidae (Ursavus orientalis)
- Unpaarhufer: Tapir (Palaeotapirus xiejiaheensis), Nashörner (Plesiaceratherium gracile, Brachypotherium sp.)
- Paarhufer: Hirsche (Lagomeryx, Palaeomeryx), evtl. Suinae
- Komplett artikuliert, oft mit Haut, Zähnen, Mageninhalt, teils Weichteilerhaltung[1]

## Forschungsgeschichte

### Wissenschaftliche Ausgrabungen
- Im späten 19. Jh. findet die erste Erwähnung der Fossilfunde in den offiziellen Linqu-Chroniken (Qing-Dynastie)[1]

- 1936–1937: C. C. Young definiert die Shanwangserie, leitet erste geologische Erkundungen ein und führt Grabungen in den Kieselgur-Gruben durch. Erstbeschreibung von Säugetieren sowie der Identifizierung der miozäne Ablagerungen.[1]
- 1937–1955: Kriegsbedingte Unterbrechung (Zweiten Weltkriegs und chinesischen Bürgerkriegs)[1]
- ab 1955 Wiederaufnahme systematischer Feldarbeiten im Rahmen des Kieselgur-Abbaus[1]
- 1960: Erstellung einer 1:50 000-geologischen Karte und einer 1:10 000-topografischen Karte des Shanwang-Beckens sowie Bohrungen durch lokale Bergbauunternehmen.[1]
- 1980: Ausweisung eines 1,5 km² großen Nationalen Fossil-Schutzgebiets und Gründung des Shanwang National Geopark[1][2][5][7]
- 1988–1994: Feldkampagnen und Bohrkernanalysen für Klimamodelle und umfassende Dokumentation der Biota.[1]
- 2002–2003: Paläobotanische Exkursionen zur Validierung verschiedener Klimarekonstruktions-Methoden.[7]
- 2008–2011: Sichten von Museumssammlungen und ergänzende Grabungen bei Jijiazhuang sichern neue Amphibien-Skelette.[2]
- 2015–2019: Anwendung hochauflösender Präparationstechniken auf Insekten-Exoskelette und mikrostratigraphische Untersuchungen zur Erhaltung der Scarabaeoidea.[5]

### Publikationen
- Young C.C. (1936a): Erstbeschreibung von Rana basaltica[2]
- Skvortzov A.K. (1937): Diatomeenfauna von Shanwang[1]
- Hu R.W. & Chaney R.W. (1940): Pflanzenmegafossilien der Shanwang-Biota[1]
- Yang S.-P. & Yang H. (1994): Gesamtübersicht der Shanwang-Biota und Sedimentologie[1]
- Liang M.-M. et al. (2003): Validierung paläobotanischer Klimamethoden[7]
- Roček Z. et al. (2011): Revision der fossilen Frösche von Shanwang[2]
- Tian J. (2015): Neogene Paläoseismik und Begräbnis der Shanwang-Biota[4]
- Hu L. et al. (2019): High-fidelity-Erhaltung von Scarabaeoidea-Exoskeletten[5]